# Pixies at the BBC
Pixies at the BBC es un álbum recopilatorio en directo de sesiones de grabación para la radio BBC de la banda de rock alternativo estadounidense Pixies. Lanzado por Elektra Records el 6 de julio de 1998 en el Reino Unido y el 14 de julio de 1998 en Estados Unidos - cinco años después de la disolución de la banda - fue grabado en varias sesiones distintas entre 1988 y 1991 para la BBC. El álbum se caracteriza por su sonido crudo y de baja producción.

## Lista de canciones
Todas las canciones compuestas por Black Francis excepto pistas 1 y 15. La última pista, "(In Heaven) Lady in the Radiator Song" fue escrita por Peter Ivers y David Lynch para la película Eraserhead.
1. "Wild Honey Pie" (J. Lennon & P. McCartney) – 1:52
2. "There Goes My Gun" – 1:25
3. "Dead" – 1:30
4. "Subbacultcha" – 2:08
5. "Manta Ray" – 2:15
6. "Is She Weird" – 2:52
7. "Ana" – 2:14
8. "Down to the Well" – 2:31
9. "Wave of Mutilation" – 2:22
10. "Letter to Memphis" – 2:33
11. "Levitate Me" – 2:18
12. "Caribou" – 3:18
13. "Monkey Gone to Heaven" – 2:57
14. "Hey" – 3:17
15. "(In Heaven) Lady in the Radiator Song" (P. Ivers y D. Lynch) – 1:51

## Fecha de grabación y emisión
- Pistas 1, 11, 12, 14 y 15 - Grabado para el show de John Peel el 3 de mayo de 1988, emitido el 16 de mayo de 1988.
- Pistas 2, 3 y 5 - Grabado para el show de John Peel el 9 de octubre de 1988, emitido el 18 de octubre de 1988.
- Pistas 4 y 10 - Grabado para el show de John Peel el 28 de junio de 1988, emito entre julio y agosto de 1991.
- Pista 6 - Grabado para el show de John Peel el 11 de junio de 1988, emitido el 10 de agosto de 1988.
- Pistas 7 y 13 - Grabado para el show de Mark Goodier el 18 de agosto de 1990, emitido el 20 de agosto de 1990.
- Pistas 8 y 9 - Grabado para el show de John Peel el 16 de abril de 1988, emitido el 2 de mayo de 1988.